# 桂大橋
桂大橋（かつらおおはし）とは、京都府京都市右京区西京極と西京区桂間で桂川に架かる橋。八条通の西口に位置しており京都府道142号沓掛西大路五条線の道路橋である。
1928年（昭和3年）開通。かつては国道9号に指定されていた。

## 概要
- 種別 - 道路橋
- 形式 -
- 橋長 -
- 幅員 - 両側2車線
- 完成 - 1928年（昭和3年）

## 沿革
- 1889年（明治22年）- 架けかえ[1]
- 1905年（明治38年） - 近代的な桂大橋が架設される
- 1928年（昭和3年） - 現在の桂大橋が開通
- 1982年（昭和56年） - 拡幅工事が完成

## 桂大橋の周辺

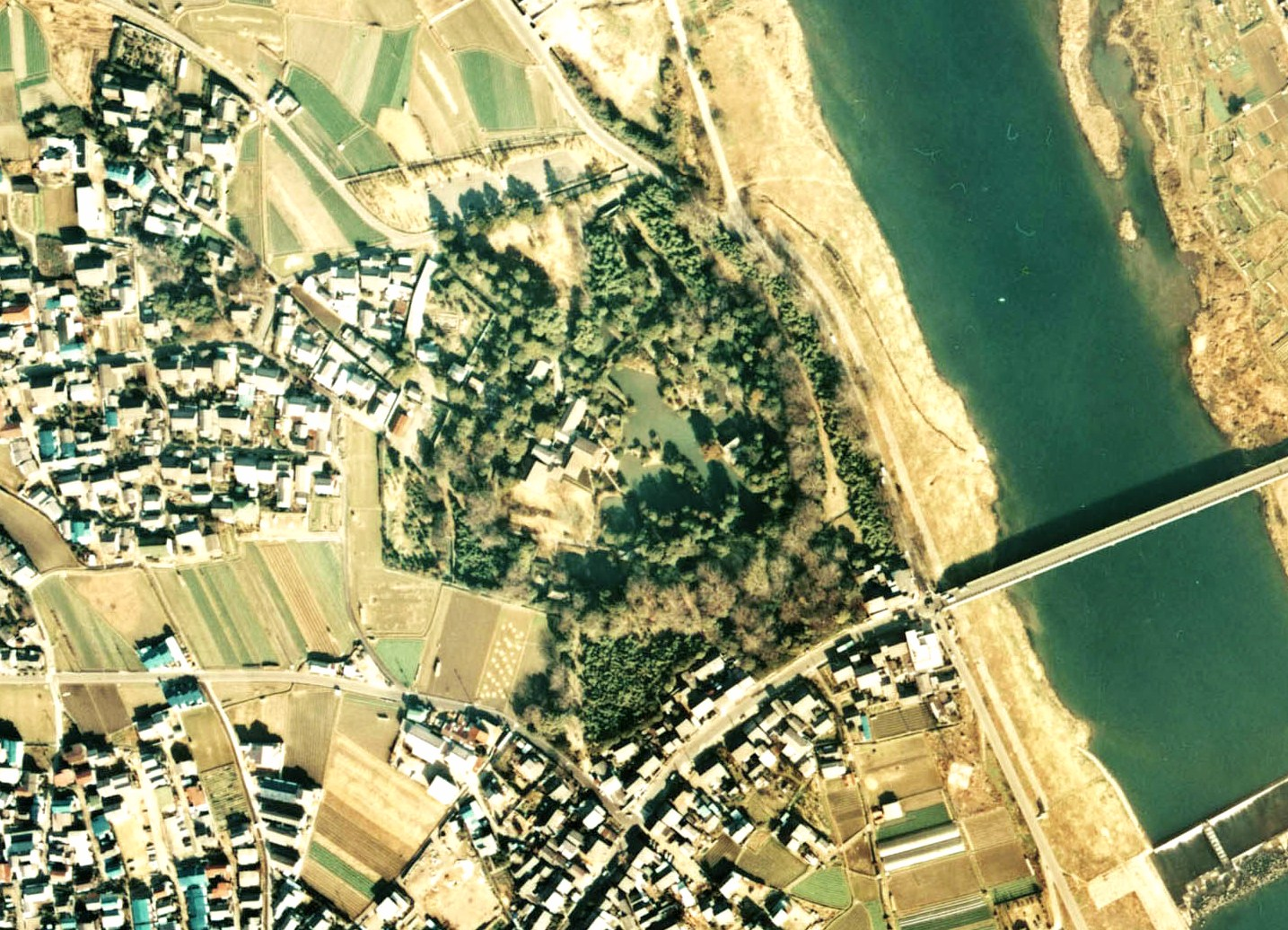
桂大橋付近の空中写真（1974年撮影）。右手の橋梁が桂大橋。

- 桂離宮 - 桂大橋の西側にある江戸時代初期の庭園と建物